# Saison 1995-1996 des Celtics de Boston
La saison 1995-1996 des Celtics de Boston est la 50e saison de la franchise américaine de la National Basketball Association (NBA).
Une nouvelle ère commence pour les Celtics puisqu'ils déménagent d'arène à domicile, une nouvelle salle connue sous le nom de Fleet Center (maintenant TD Garden).
Il y a eu beaucoup de spéculations au cours de l'intersaison sur le nom du nouvel entraîneur de l'équipe, après le licenciement de Chris Ford, avec des candidats, anciens joueurs des Celtics, comme Dave Cowens, K. C. Jones, et Paul Silas. Finalement, le manager général M. L. Carr décide de se nommer entraîneur principal de l’équipe. Au niveau de l'effectif, les Celtics signent l’agent libre Dana Barros, lauréat du titre de meilleure progression de l'année, la saison précédente avec les 76ers de Philadelphie.
Au début de la saison, ils échangent Sherman Douglas aux Bucks de Milwaukee pour récupérer Todd Day et Alton Lister. Cependant, les Celtics terminent 5e dans la division Atlantique avec un bilan de 33-49. Dino Radja termine meilleur marqueur de l’équipe avec 19,7 points par match, mais est absent pour le reste de la saison à la suite d'une blessure à la cheville après 53 matchs.

## Draft
| Tour | Rang | Joueur          | Position | Nationalité | Provenance |
| ---- | ---- | --------------- | -------- | ----------- | ---------- |
| 1    | 14   | Eric Williams   | SF       | États-Unis  | Providence |
| 2    | 33   | Junior Burrough | SF       | États-Unis  | Virginia   |

## Classements de la saison régulière
| Conférence Est | Conférence Est         | Conférence Est | Conférence Est | Conférence Est |
| No             | Franchise              | Vic.           | Déf.           | PCT            |
| -------------- | ---------------------- | -------------- | -------------- | -------------- |
| 1              | Bulls de Chicago C     | 72             | 10             | 87.8           |
| 2              | Magic d'Orlando        | 60             | 22             | 73.2           |
| 3              | Pacers de l'Indiana    | 52             | 30             | 63.4           |
| 4              | Cavaliers de Cleveland | 47             | 35             | 57.3           |
| 5              | Knicks de New York     | 47             | 35             | 57.3           |
| 6              | Hawks d'Atlanta        | 46             | 36             | 56.1           |
| 7              | Pistons de Détroit     | 46             | 36             | 56.1           |
| 8              | Heat de Miami          | 42             | 40             | 51.2           |
|                |                        |                |                |                |
| 9              | Hornets de Charlotte   | 41             | 41             | 50.0           |
| 10             | Bullets de Washington  | 39             | 43             | 47.6           |
| 11             | Celtics de Boston      | 33             | 49             | 40.2           |
| 12             | Nets du New Jersey     | 30             | 52             | 36.6           |
| 13             | Bucks de Milwaukee     | 25             | 57             | 30.5           |
| 14             | Raptors de Toronto     | 21             | 61             | 25.6           |
| 15             | 76ers de Philadelphie  | 18             | 64             | 22.0           |

| Division Atlantique   | V  | D  | PCT  | GB |
| --------------------- | -- | -- | ---- | -- |
| Magic d'Orlando       | 60 | 22 | 73.2 | -  |
| Knicks de New York    | 47 | 35 | 57.3 | 13 |
| Heat de Miami         | 42 | 40 | 51.2 | 18 |
| Bullets de Washington | 39 | 43 | 47.6 | 21 |
| Celtics de Boston     | 33 | 49 | 40.2 | 27 |
| Nets du New Jersey    | 30 | 52 | 36.6 | 30 |
| 76ers de Philadelphie | 18 | 64 | 22.0 | 42 |

## Effectif
| Numéro | Joueur          | Position | Provenance                      |
| ------ | --------------- | -------- | ------------------------------- |
| 0      | Eric Montross   | C        | UNC                             |
| 4      | David Wesley    | PG       | Baylor                          |
| 5      | Junior Burrough | PF       | Virginia                        |
| 7      | Dee Brown       | PG       | Jacksonville University         |
| 9      | Greg Minor      | SG       | Louisville                      |
| 11     | Dana Barros     | PG       | Boston College                  |
| 13     | Todd Day        | SG       | Arkansas                        |
| 29     | Pervis Ellison  | C        | Louisville                      |
| 34     | Doug Smith      | PF       | Missouri                        |
| 40     | Dino Radja      | PF       |                                 |
| 44     | Rick Fox        | SF       | UNC                             |
| 51     | Todd Mundt      | C        | Memphis, Delta State University |
| 53     | Alton Lister    | C        | Arizona State                   |
| 55     | Eric Williams   | SF       | Providence                      |

## Statistiques
| Joueur          | MJ | MC | MPG  | FG%  | 3P%  | FT%  | RPG | APG | SPG | BPG | PPG  |
| --------------- | -- | -- | ---- | ---- | ---- | ---- | --- | --- | --- | --- | ---- |
| Dana Barros     | 80 | 25 | 29.1 | .470 | .408 | .884 | 2.4 | 3.8 | 0.7 | 0.0 | 13.0 |
| Dee Brown       | 65 | 23 | 24.5 | .399 | .309 | .854 | 2.1 | 2.2 | 1.2 | 0.2 | 10.7 |
| Junior Burrough | 61 | 3  | 8.1  | .376 |      | .656 | 1.8 | 0.2 | 0.2 | 0.2 | 3.1  |
| Charles Claxton | 3  | 0  | 2.3  | .500 |      | .000 | 0.7 | 0.0 | 0.0 | 0.3 | 0.7  |
| Todd Day        | 71 | 12 | 23.0 | .371 | .343 | .766 | 2.8 | 1.4 | 1.1 | 0.7 | 12.0 |
| Sherman Douglas | 10 | 4  | 23.4 | .429 | .143 | .625 | 2.3 | 3.9 | 0.2 | 0.0 | 9.8  |
| Pervis Ellison  | 69 | 29 | 20.7 | .492 |      | .641 | 6.5 | 0.9 | 0.6 | 1.4 | 5.3  |
| Rick Fox        | 81 | 81 | 32.0 | .454 | .364 | .772 | 5.6 | 4.6 | 1.4 | 0.5 | 14.0 |
| Thomas Hamilton | 11 | 0  | 6.4  | .290 |      | .389 | 2.0 | 0.1 | 0.0 | 0.8 | 2.3  |
| Alton Lister    | 57 | 14 | 11.4 | .490 |      | .629 | 4.4 | 0.3 | 0.1 | 0.7 | 2.3  |
| Greg Minor      | 78 | 47 | 22.6 | .500 | .259 | .762 | 3.3 | 1.9 | 0.5 | 0.1 | 9.6  |
| Eric Montross   | 61 | 59 | 23.5 | .566 |      | .376 | 5.8 | 0.7 | 0.3 | 0.5 | 7.2  |
| Todd Mundt      | 9  | 0  | 3.7  | .333 |      |      | 0.3 | 0.1 | 0.1 | 0.1 | 0.7  |
| Dino Radja      | 53 | 52 | 37.4 | .500 |      | .695 | 9.8 | 1.6 | 0.9 | 1.5 | 19.7 |
| Doug Smith      | 17 | 2  | 5.4  | .359 |      | .625 | 1.3 | 0.2 | 0.2 | 0.0 | 1.9  |
| Larry Sykes     | 1  | 0  | 2.0  |      |      |      | 2.0 | 0.0 | 0.0 | 0.0 | 0.0  |
| David Wesley    | 82 | 53 | 25.7 | .459 | .426 | .753 | 3.2 | 4.8 | 1.2 | 0.1 | 12.3 |
| Eric Williams   | 64 | 6  | 23.0 | .441 | .300 | .671 | 3.4 | 1.1 | 0.9 | 0.2 | 10.7 |

## Transactions

### Résumé
| Arrivées Via draft - Junior Burrough - Eric Williams Via agents libres - Dana Barros - Thomas Hamilton - Todd Mundt - Doug Smith Via transfert - Todd Day - Alton Lister | Départs Via agents libres - Jay Humphries - Xavier McDaniel - Derek Strong Via transfert - Sherman Douglas Joueurs libérés - Charles Claxton - Larry Sykes - Fred Vinson - Dominique Wilkins |

### Échanges
| 25 novembre 1995 | Vers les Celtics de Boston - Todd Day - Alton Lister                                 | Vers les Bucks de Milwaukee - Sherman Douglas                             |
| 21 juin 1996     | Vers les Celtics de Boston - Premier tour de draft 1996 - Premier tour de draft 1997 | Vers les Mavericks de Dallas - Eric Montross - Premier tour de draft 1996 |